# Eugène Guillaume
Eugène Guillaume, właśc. Jean-Baptiste Claude Eugène Guillaume (ur. 4 lipca 1822 w Montbard, zm. 1 marca 1905 w Rzymie) – francuski rzeźbiarz.

## Życiorys
Urodził się w Montbard w departamencie Côte-d’Or. Studiował pod okiem Pierre’a Caveliera, François Milleta i Ernesta Barriasa w École des Beaux-Arts. Rozpoczął naukę w 1841 roku. Cztery lata później zdobył prix de Rome za sprawą Tezeusza, który znalazł na kamieniu miecz swojego ojca. Został dyrektorem École des Beaux-Arts w 1864 roku i dyrektorem generalnym Sztuk Pięknych przez rok do 1879 roku, kiedy ten urząd został zniesiony.
Guillaume był płodnym pisarzem, głównie na temat rzeźby i architektury okresu klasycznego i włoskiego renesansu. Został wybrany członkiem Akademii Francuskiej w 1899 roku, zaś w 1891 został wysłany do Rzymu jako dyrektor Académie de France w tym mieście. Zajmował to stanowisko do 1904 roku. Został również wybrany honorowym członkiem Royal Academy w 1869 roku z okazji ustanowienia tej klasy.

## Dzieła
Wiele jego prac zostało zakupionych do publicznych galerii, a jego pomniki można współcześnie znaleźć na publicznych placach głównych miast Francji. Do jego głównych prac należą:
- Anakreont (1852)
- Les Gracques (1853)
- Faucheur (1855)
- Ludwig van Beethoven – marmurowe popiersie (lata 70. XIX wieku)
- Pomnik Colberta – brąz (1860)
- Safona (1878)
- Pomnik Adolfa Thiersa (1903)